# Itoplectis naranyae
Itoplectis naranyae là một loài tò vò trong họ Ichneumonidae.